# Autobahnknoten Szczecin-Zachód
Der Autobahnknoten Szczecin-Zachód ist ein in Plan befindlicher Autobahnknoten südlich der polnischen Stadt Stettin in der Woiwodschaft Westpommern. Zukünftig soll dieser die polnische Autobahn A6, die Schnellstraße S6 und die Landesstraße 13 miteinander verbinden.

## Planungen
Im Jahr 2012 entschieden die polnischen Behörden, dass der aktuelle Verlauf der Landstraße 13 verändert werden soll. Zur Entlastung der Ortschaft Przecław (deutsch: Pritzlow) entstand eine Umgehungsstraße östlich der Ortschaft, die mit der zukünftigen Ausfahrt Kołbaskowo endet. Jedoch soll diese Strecke von der Ausfahrt bis zur Autobahn A6 weitergeführt werden, wo der neue Autobahnknoten Szczecin Zachód die aktuell gleichnamige Ausfahrt ersetzten soll. Zudem ist eine Weiterführung bis Rosówek angedacht. Geplant war eine Fertigstellung bis 2023, die aufgrund diverser Probleme verschoben werden musste. Im Dezember 2024 erfolgte die Ausschreibung der Bauleistungen mit einer geplanten Fertigstellung bis 2028.